# Citroen (vrucht)
De citroen (Citrus limon) is een plant uit de wijnruitfamilie (Rutaceae). Hij levert citrusvruchten met een zure smaak die veroorzaakt wordt door het aanwezige citroenzuur dat ook in veel andere citrusvruchten voorkomt.

## Vruchtzetting

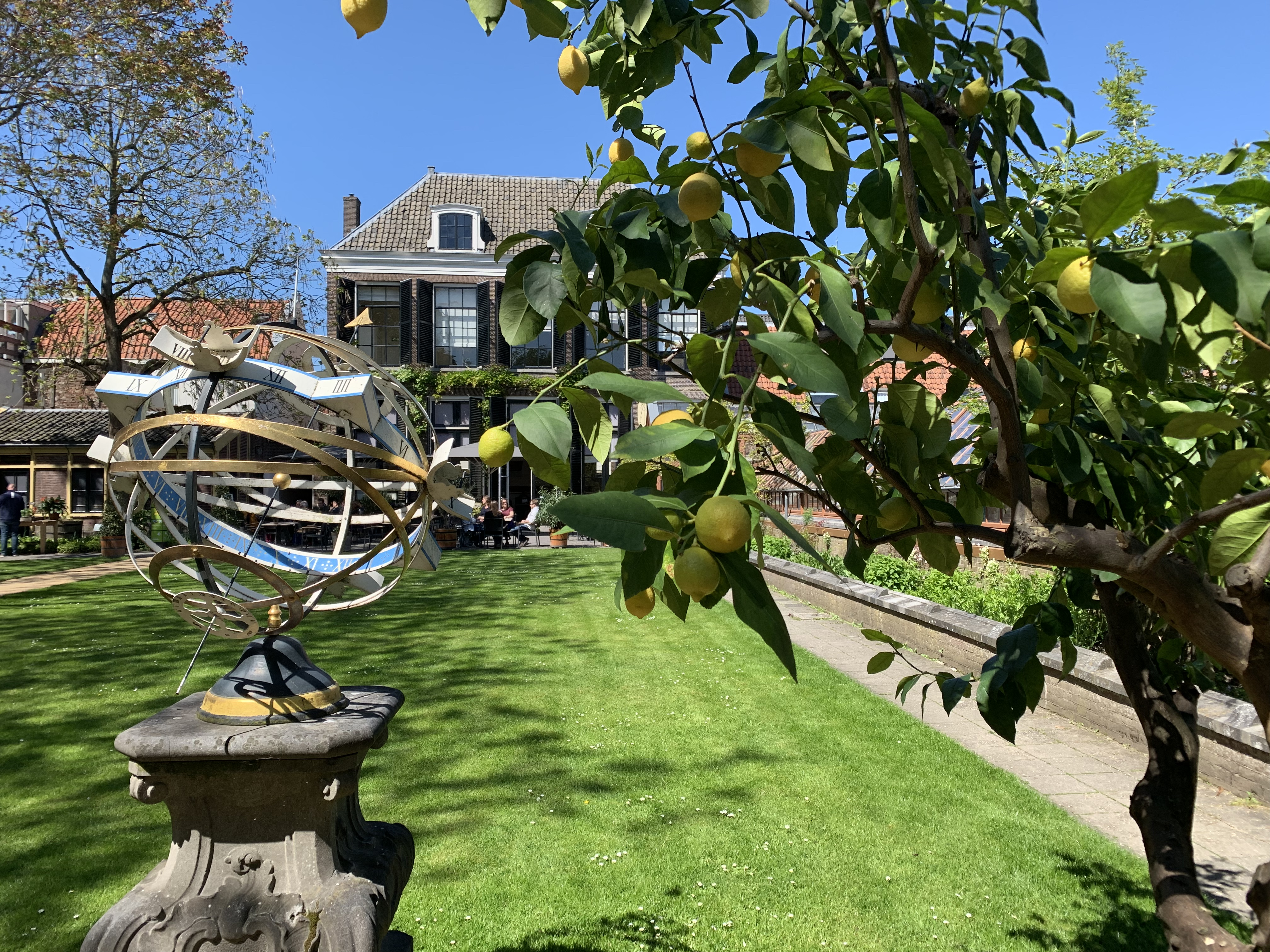
Citroenboom in botanische tuin

De vruchtzetting is bij de citroen sterk afhankelijk van ras en groeiomstandigheden, en de periode kan variëren van enkele maanden tot jaarrond, waarbij wel steeds een piekperiode aan te wijzen is. De vruchtkleur is variabel, waarbij vooral ras en de hoeveelheid schaduw invloed hebben. Een ras dat gewoonlijk gele citroenen geeft, zal in de schaduw groene vruchten leveren, ook als ze uitgerijpt zijn.

## Vrucht
De vrucht bevat veel vitamine C. De citroen wordt in kleine hoeveelheden in veel gerechten gebruikt als smaakmaker, maar ook in gebak zoals cake. Naast het vruchtvlees en het sap wordt ook de geraspte citroenschil gebruikt. Na het oogsten wordt de schil van de citroen veelal voorzien van een dun waslaagje waardoor deze glanst. Bij biologische citroenen wordt geen waslaagje aangebracht.
Uit de schil van de citroen wordt door persing of stoomdestillatie een etherische olie bereid die veel gebruikt wordt in parfum, waaronder eau de cologne, andere cosmetica en in limonades en snoepgoed.
De voedingswaarde van 100 gram verse citroen zonder schil is:
| Energetische waarde | 121 kJ (29 kcal) |
| Koolhydraten        | 9 gram           |
| Eiwit               | 1,1 gram         |
| Vet                 | 0,3 gram         |
| Vitamine C          | 53 mg            |

## Gebruik
In fruitsalades wordt citroensap, dat rijk is aan antioxidanten, gebruikt om bruinverkleuring van de andere vruchten, zoals appels en bananen, te voorkomen. De gekonfijte schil van de citroen wordt wel gebruikt om gebak smaak te geven. Een alcoholvrije drank die met citroensap gemaakt wordt is kwast.

## Economie
In 2023 werd in de Europese Unie 1,75 miljoen ton citroenen geoogst op een areaal van 84.600 hectare, waarvan 1,15 miljoen ton uit 51.700 hectare in Spanje. Het wereldtotaal voor 2019 was 20,53 miljoen ton.
De Europese prijs bij het verlaten van het verpakkingsbedrijf schommelde tussen €60 en €150 per 100 kg.  Daarnaast werden 444.000 ton geïmporteerd en 117.000 ton geëxporteerd.